# Orly
 Orly  es una comuna y población de Francia, en la región de Isla de Francia, departamento de Valle del Marne, en el distrito de Créteil. La comuna conforma por sí sola el cantón homónimo.
Su población municipal en 2007 era de 21 117 habitantes.
No está integrada en ninguna Communauté de communes u organismo similar.

## Demografía
| 441 | 508 | 650 | 511 | 581 | 558 | 542 | 570 | 588 | 659 | 755 | 704 | 689 | 666 | 818 | 839 | 882 | 856 | 817 | 893 | 1 381 | 3 691 | 5 414 | 6 132 | 6 017 | 7 624 | 17 637 | 30 197 | 26 104 | 23 766 | 21 646 | 20 470 | 21 117 |
| Para los censos de 1962 a 1999 la población legal corresponde a la población sin duplicidades (Fuente: INSEE [Consultar]) |     |     |     |     |     |     |     |     |     |     |     |     |     |     |     |     |     |     |     |       |       |       |       |       |       |        |        |        |        |        |        |        |